# Каштанник бурий
Кашта́нник бурий (Cinnycerthia fulva) — вид горобцеподібних птахів родини воловоочкових (Troglodytidae). Мешкає в Перу і Болівії.

## Опис
Довжина птаха становить 14,5 см, самці важать 18,4 г, самиці 14,8 г. У представників номінативного підвиду тім'я і спина рудувато-коричневі, надхвістя більш руде. Над очима жовті "брови", навколо очей коричневі смуги, щоки охристо-коричневі. Хвіст рудувато-коричневі, поцятковані вузькими чорнуватими смужками. Горло охристо-біле, груди охристо-коричневі, боки і живіт рудувато-коричневі. Очі карі, дзьоб зверху чорнуватий, знизу сірий, лапи темно-коричневі. У представників підвиду C. f. fitzpatricki тім'я більш темне, "брови" світліші. У представників підиду C. f. gravesi "брови" білуваті, нижня частина тіла світліша, ніж у представників номінативного підвиду. У молодих птахів очі тьмяно-карі, тім'я сіре.

## Підвиди
Виділяють три підвиди:
- C. f. fitzpatricki Remsen & Brumfield, 1998[6] — гори Кордильєра-де-Вількабамба (південь центрального Перу);
- C. f. fulva (Sclater, PL, 1874) — Східний хребет Перуанських Анд (південь Куско);
- C. f. gravesi Remsen & Brumfield, 1998 — Анди на півдні Перу (Пуно) і на півночі Болівії.

## Поширення і екологія
Бурі каштанники живуть у вологих гірських тропічних лісах Анд. Зустрічаються зграйками, на висоті від 1500 до 3300 м над рівнем моря. Живляться комахами та іншими дрібними безхребетними, яких шукають в підліску або на землі.